# 1504
Portal Geschichte | Portal Biografien | Aktuelle Ereignisse | Jahreskalender | Tagesartikel

◄ |
15. Jahrhundert |
16. Jahrhundert
| 17. Jahrhundert | ►

◄ |
1470er |
1480er |
1490er |
1500er
| 1510er | 1520er | 1530er | ►

◄◄ |
◄ |
1500 |
1501 |
1502 |
1503 |
1504
| 1505 | 1506 | 1507 | 1508 | ► | ►►
Staatsoberhäupter  · Nekrolog · Kunstjahr · Literaturjahr · Musikjahr   · Wissenschaftsjahr
| Januar | Januar | Januar | Januar | Januar | Januar | Januar | Januar |
| Kw     | Mo     | Di     | Mi     | Do     | Fr     | Sa     | So     |
| ------ | ------ | ------ | ------ | ------ | ------ | ------ | ------ |
| 1      | 1      | 2      | 3      | 4      | 5      | 6      | 7      |
| 2      | 8      | 9      | 10     | 11     | 12     | 13     | 14     |
| 3      | 15     | 16     | 17     | 18     | 19     | 20     | 21     |
| 4      | 22     | 23     | 24     | 25     | 26     | 27     | 28     |
| 5      | 29     | 30     | 31     |        |        |        |        |

| Februar | Februar | Februar | Februar | Februar | Februar | Februar | Februar |
| Kw      | Mo      | Di      | Mi      | Do      | Fr      | Sa      | So      |
| ------- | ------- | ------- | ------- | ------- | ------- | ------- | ------- |
| 5       |         |         |         | 1       | 2       | 3       | 4       |
| 6       | 5       | 6       | 7       | 8       | 9       | 10      | 11      |
| 7       | 12      | 13      | 14      | 15      | 16      | 17      | 18      |
| 8       | 19      | 20      | 21      | 22      | 23      | 24      | 25      |
| 9       | 26      | 27      | 28      | 29      |         |         |         |

| März | März | März | März | März | März | März | März |
| Kw   | Mo   | Di   | Mi   | Do   | Fr   | Sa   | So   |
| ---- | ---- | ---- | ---- | ---- | ---- | ---- | ---- |
| 9    |      |      |      |      | 1    | 2    | 3    |
| 10   | 4    | 5    | 6    | 7    | 8    | 9    | 10   |
| 11   | 11   | 12   | 13   | 14   | 15   | 16   | 17   |
| 12   | 18   | 19   | 20   | 21   | 22   | 23   | 24   |
| 13   | 25   | 26   | 27   | 28   | 29   | 30   | 31   |

| April | April | April | April | April | April | April | April |
| Kw    | Mo    | Di    | Mi    | Do    | Fr    | Sa    | So    |
| ----- | ----- | ----- | ----- | ----- | ----- | ----- | ----- |
| 14    | 1     | 2     | 3     | 4     | 5     | 6     | 7     |
| 15    | 8     | 9     | 10    | 11    | 12    | 13    | 14    |
| 16    | 15    | 16    | 17    | 18    | 19    | 20    | 21    |
| 17    | 22    | 23    | 24    | 25    | 26    | 27    | 28    |
| 18    | 29    | 30    |       |       |       |       |       |

| Mai | Mai | Mai | Mai | Mai | Mai | Mai | Mai |
| Kw  | Mo  | Di  | Mi  | Do  | Fr  | Sa  | So  |
| --- | --- | --- | --- | --- | --- | --- | --- |
| 18  |     |     | 1   | 2   | 3   | 4   | 5   |
| 19  | 6   | 7   | 8   | 9   | 10  | 11  | 12  |
| 20  | 13  | 14  | 15  | 16  | 17  | 18  | 19  |
| 21  | 20  | 21  | 22  | 23  | 24  | 25  | 26  |
| 22  | 27  | 28  | 29  | 30  | 31  |     |     |

| Juni | Juni | Juni | Juni | Juni | Juni | Juni | Juni |
| Kw   | Mo   | Di   | Mi   | Do   | Fr   | Sa   | So   |
| ---- | ---- | ---- | ---- | ---- | ---- | ---- | ---- |
| 22   |      |      |      |      |      | 1    | 2    |
| 23   | 3    | 4    | 5    | 6    | 7    | 8    | 9    |
| 24   | 10   | 11   | 12   | 13   | 14   | 15   | 16   |
| 25   | 17   | 18   | 19   | 20   | 21   | 22   | 23   |
| 26   | 24   | 25   | 26   | 27   | 28   | 29   | 30   |

| Juli | Juli | Juli | Juli | Juli | Juli | Juli | Juli |
| Kw   | Mo   | Di   | Mi   | Do   | Fr   | Sa   | So   |
| ---- | ---- | ---- | ---- | ---- | ---- | ---- | ---- |
| 27   | 1    | 2    | 3    | 4    | 5    | 6    | 7    |
| 28   | 8    | 9    | 10   | 11   | 12   | 13   | 14   |
| 29   | 15   | 16   | 17   | 18   | 19   | 20   | 21   |
| 30   | 22   | 23   | 24   | 25   | 26   | 27   | 28   |
| 31   | 29   | 30   | 31   |      |      |      |      |

| August | August | August | August | August | August | August | August |
| Kw     | Mo     | Di     | Mi     | Do     | Fr     | Sa     | So     |
| ------ | ------ | ------ | ------ | ------ | ------ | ------ | ------ |
| 31     |        |        |        | 1      | 2      | 3      | 4      |
| 32     | 5      | 6      | 7      | 8      | 9      | 10     | 11     |
| 33     | 12     | 13     | 14     | 15     | 16     | 17     | 18     |
| 34     | 19     | 20     | 21     | 22     | 23     | 24     | 25     |
| 35     | 26     | 27     | 28     | 29     | 30     | 31     |        |

| September | September | September | September | September | September | September | September |
| Kw        | Mo        | Di        | Mi        | Do        | Fr        | Sa        | So        |
| --------- | --------- | --------- | --------- | --------- | --------- | --------- | --------- |
| 35        |           |           |           |           |           |           | 1         |
| 36        | 2         | 3         | 4         | 5         | 6         | 7         | 8         |
| 37        | 9         | 10        | 11        | 12        | 13        | 14        | 15        |
| 38        | 16        | 17        | 18        | 19        | 20        | 21        | 22        |
| 39        | 23        | 24        | 25        | 26        | 27        | 28        | 29        |
| 40        | 30        |           |           |           |           |           |           |

| Oktober | Oktober | Oktober | Oktober | Oktober | Oktober | Oktober | Oktober |
| Kw      | Mo      | Di      | Mi      | Do      | Fr      | Sa      | So      |
| ------- | ------- | ------- | ------- | ------- | ------- | ------- | ------- |
| 40      |         | 1       | 2       | 3       | 4       | 5       | 6       |
| 41      | 7       | 8       | 9       | 10      | 11      | 12      | 13      |
| 42      | 14      | 15      | 16      | 17      | 18      | 19      | 20      |
| 43      | 21      | 22      | 23      | 24      | 25      | 26      | 27      |
| 44      | 28      | 29      | 30      | 31      |         |         |         |

| November | November | November | November | November | November | November | November |
| Kw       | Mo       | Di       | Mi       | Do       | Fr       | Sa       | So       |
| -------- | -------- | -------- | -------- | -------- | -------- | -------- | -------- |
| 44       |          |          |          |          | 1        | 2        | 3        |
| 45       | 4        | 5        | 6        | 7        | 8        | 9        | 10       |
| 46       | 11       | 12       | 13       | 14       | 15       | 16       | 17       |
| 47       | 18       | 19       | 20       | 21       | 22       | 23       | 24       |
| 48       | 25       | 26       | 27       | 28       | 29       | 30       |          |

| Dezember | Dezember | Dezember | Dezember | Dezember | Dezember | Dezember | Dezember |
| Kw       | Mo       | Di       | Mi       | Do       | Fr       | Sa       | So       |
| -------- | -------- | -------- | -------- | -------- | -------- | -------- | -------- |
| 48       |          |          |          |          |          |          | 1        |
| 49       | 2        | 3        | 4        | 5        | 6        | 7        | 8        |
| 50       | 9        | 10       | 11       | 12       | 13       | 14       | 15       |
| 51       | 16       | 17       | 18       | 19       | 20       | 21       | 22       |
| 52       | 23       | 24       | 25       | 26       | 27       | 28       | 29       |
| 1        | 30       | 31       |          |          |          |          |          |

| Januar | Januar | Januar | Januar | Januar | Januar | Januar | Januar |
| Kw     | Mo     | Di     | Mi     | Do     | Fr     | Sa     | So     |
| ------ | ------ | ------ | ------ | ------ | ------ | ------ | ------ |
| 1      | 1      | 2      | 3      | 4      | 5      | 6      | 7      |
| 2      | 8      | 9      | 10     | 11     | 12     | 13     | 14     |
| 3      | 15     | 16     | 17     | 18     | 19     | 20     | 21     |
| 4      | 22     | 23     | 24     | 25     | 26     | 27     | 28     |
| 5      | 29     | 30     | 31     |        |        |        |        |

| Februar | Februar | Februar | Februar | Februar | Februar | Februar | Februar |
| Kw      | Mo      | Di      | Mi      | Do      | Fr      | Sa      | So      |
| ------- | ------- | ------- | ------- | ------- | ------- | ------- | ------- |
| 5       |         |         |         | 1       | 2       | 3       | 4       |
| 6       | 5       | 6       | 7       | 8       | 9       | 10      | 11      |
| 7       | 12      | 13      | 14      | 15      | 16      | 17      | 18      |
| 8       | 19      | 20      | 21      | 22      | 23      | 24      | 25      |
| 9       | 26      | 27      | 28      | 29      |         |         |         |

| März | März | März | März | März | März | März | März |
| Kw   | Mo   | Di   | Mi   | Do   | Fr   | Sa   | So   |
| ---- | ---- | ---- | ---- | ---- | ---- | ---- | ---- |
| 9    |      |      |      |      | 1    | 2    | 3    |
| 10   | 4    | 5    | 6    | 7    | 8    | 9    | 10   |
| 11   | 11   | 12   | 13   | 14   | 15   | 16   | 17   |
| 12   | 18   | 19   | 20   | 21   | 22   | 23   | 24   |
| 13   | 25   | 26   | 27   | 28   | 29   | 30   | 31   |

| April | April | April | April | April | April | April | April |
| Kw    | Mo    | Di    | Mi    | Do    | Fr    | Sa    | So    |
| ----- | ----- | ----- | ----- | ----- | ----- | ----- | ----- |
| 14    | 1     | 2     | 3     | 4     | 5     | 6     | 7     |
| 15    | 8     | 9     | 10    | 11    | 12    | 13    | 14    |
| 16    | 15    | 16    | 17    | 18    | 19    | 20    | 21    |
| 17    | 22    | 23    | 24    | 25    | 26    | 27    | 28    |
| 18    | 29    | 30    |       |       |       |       |       |

| Mai | Mai | Mai | Mai | Mai | Mai | Mai | Mai |
| Kw  | Mo  | Di  | Mi  | Do  | Fr  | Sa  | So  |
| --- | --- | --- | --- | --- | --- | --- | --- |
| 18  |     |     | 1   | 2   | 3   | 4   | 5   |
| 19  | 6   | 7   | 8   | 9   | 10  | 11  | 12  |
| 20  | 13  | 14  | 15  | 16  | 17  | 18  | 19  |
| 21  | 20  | 21  | 22  | 23  | 24  | 25  | 26  |
| 22  | 27  | 28  | 29  | 30  | 31  |     |     |

| Juni | Juni | Juni | Juni | Juni | Juni | Juni | Juni |
| Kw   | Mo   | Di   | Mi   | Do   | Fr   | Sa   | So   |
| ---- | ---- | ---- | ---- | ---- | ---- | ---- | ---- |
| 22   |      |      |      |      |      | 1    | 2    |
| 23   | 3    | 4    | 5    | 6    | 7    | 8    | 9    |
| 24   | 10   | 11   | 12   | 13   | 14   | 15   | 16   |
| 25   | 17   | 18   | 19   | 20   | 21   | 22   | 23   |
| 26   | 24   | 25   | 26   | 27   | 28   | 29   | 30   |

| Juli | Juli | Juli | Juli | Juli | Juli | Juli | Juli |
| Kw   | Mo   | Di   | Mi   | Do   | Fr   | Sa   | So   |
| ---- | ---- | ---- | ---- | ---- | ---- | ---- | ---- |
| 27   | 1    | 2    | 3    | 4    | 5    | 6    | 7    |
| 28   | 8    | 9    | 10   | 11   | 12   | 13   | 14   |
| 29   | 15   | 16   | 17   | 18   | 19   | 20   | 21   |
| 30   | 22   | 23   | 24   | 25   | 26   | 27   | 28   |
| 31   | 29   | 30   | 31   |      |      |      |      |

| August | August | August | August | August | August | August | August |
| Kw     | Mo     | Di     | Mi     | Do     | Fr     | Sa     | So     |
| ------ | ------ | ------ | ------ | ------ | ------ | ------ | ------ |
| 31     |        |        |        | 1      | 2      | 3      | 4      |
| 32     | 5      | 6      | 7      | 8      | 9      | 10     | 11     |
| 33     | 12     | 13     | 14     | 15     | 16     | 17     | 18     |
| 34     | 19     | 20     | 21     | 22     | 23     | 24     | 25     |
| 35     | 26     | 27     | 28     | 29     | 30     | 31     |        |

| September | September | September | September | September | September | September | September |
| Kw        | Mo        | Di        | Mi        | Do        | Fr        | Sa        | So        |
| --------- | --------- | --------- | --------- | --------- | --------- | --------- | --------- |
| 35        |           |           |           |           |           |           | 1         |
| 36        | 2         | 3         | 4         | 5         | 6         | 7         | 8         |
| 37        | 9         | 10        | 11        | 12        | 13        | 14        | 15        |
| 38        | 16        | 17        | 18        | 19        | 20        | 21        | 22        |
| 39        | 23        | 24        | 25        | 26        | 27        | 28        | 29        |
| 40        | 30        |           |           |           |           |           |           |

| Oktober | Oktober | Oktober | Oktober | Oktober | Oktober | Oktober | Oktober |
| Kw      | Mo      | Di      | Mi      | Do      | Fr      | Sa      | So      |
| ------- | ------- | ------- | ------- | ------- | ------- | ------- | ------- |
| 40      |         | 1       | 2       | 3       | 4       | 5       | 6       |
| 41      | 7       | 8       | 9       | 10      | 11      | 12      | 13      |
| 42      | 14      | 15      | 16      | 17      | 18      | 19      | 20      |
| 43      | 21      | 22      | 23      | 24      | 25      | 26      | 27      |
| 44      | 28      | 29      | 30      | 31      |         |         |         |

| November | November | November | November | November | November | November | November |
| Kw       | Mo       | Di       | Mi       | Do       | Fr       | Sa       | So       |
| -------- | -------- | -------- | -------- | -------- | -------- | -------- | -------- |
| 44       |          |          |          |          | 1        | 2        | 3        |
| 45       | 4        | 5        | 6        | 7        | 8        | 9        | 10       |
| 46       | 11       | 12       | 13       | 14       | 15       | 16       | 17       |
| 47       | 18       | 19       | 20       | 21       | 22       | 23       | 24       |
| 48       | 25       | 26       | 27       | 28       | 29       | 30       |          |

| Dezember | Dezember | Dezember | Dezember | Dezember | Dezember | Dezember | Dezember |
| Kw       | Mo       | Di       | Mi       | Do       | Fr       | Sa       | So       |
| -------- | -------- | -------- | -------- | -------- | -------- | -------- | -------- |
| 48       |          |          |          |          |          |          | 1        |
| 49       | 2        | 3        | 4        | 5        | 6        | 7        | 8        |
| 50       | 9        | 10       | 11       | 12       | 13       | 14       | 15       |
| 51       | 16       | 17       | 18       | 19       | 20       | 21       | 22       |
| 52       | 23       | 24       | 25       | 26       | 27       | 28       | 29       |
| 1        | 30       | 31       |          |          |          |          |          |

## Ereignisse

### Politik und Weltgeschehen

#### Mittel- und Osteuropa

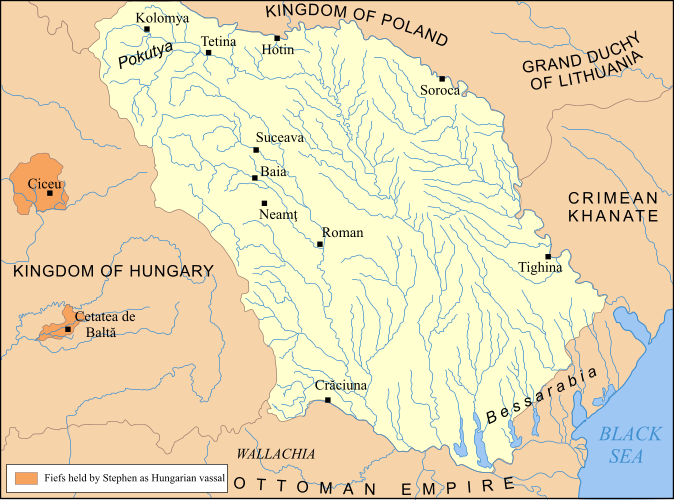
Das Fürstentum Moldau in den Grenzen der Jahre 1484–1538

Nach dem Tod von Fürst Ștefan cel Mare am 2. Juli folgt ihm sein Sohn Bogdan III. als Fürst von Moldau, nachdem Ștefan die Bojaren schon am 30. Juni auf dem Sterbebett gezwungen hat, ihn als Nachfolger anzuerkennen. Er setzt die Politik seines Vaters fort, der stets die Unabhängigkeit von Moldau verfolgt hat, sieht sich aber von Anfang an mit einer Reihe von durch Polen, Ungarn und das Osmanische Reich unterstützten Thronprätendenten konfrontiert, die durch deren Einsetzung erhoffen, den moldauischen Staat ihren eigenen Interessen unterzuordnen. König Alexander von Polen hat insbesondere ein Auge auf die Region Pokutien geworfen.

#### Heiliges Römisches Reich
- 5. Februar: Bei der Sitzung des Reichskammergerichts im Augsburger Rathaus zu den Herrschaftsstreitigkeiten um Bayern-Landshut stellt König Maximilian I. als Gegenleistung für seine Tätigkeit als Schiedsrichter Gebietsansprüche an beide Seiten. Albrecht IV., erklärt sich bereit, Kitzbühel, Kufstein und Rattenberg an das Haus Habsburg abzutreten. Maximilian erklärt daraufhin den Anspruch des Wittelsbachers für rechtmäßig und stellt ihm 10.000 Mann zur Durchsetzung seiner Ansprüche zur Verfügung.
- 23. April: Maximilian I. stellt Albrechts Gegner Ruprecht von der Pfalz unter Reichsacht. Damit beginnt der Landshuter Erbfolgekrieg, mit König Maximilian und Albrecht IV. auf der einen Seite, unterstützt vom Schwäbischen Bund, der Reichsstadt Nürnberg, Markgraf Friedrich II. von Brandenburg und Ansbach-Kulmbach und Herzog Ulrich von Württemberg. Ruprecht und seine Gattin Elisabeth von Bayern werden von Pfalzgraf Philipp, den Königen von Böhmen und Frankreich sowie Markgraf Friedrich IV. von Baden unterstützt.
- 13. Juli: Auf den Wiesen von Altdorf bei Landshut kommt es zum ersten größeren Gefecht zwischen Albrechts und Rupprechts Truppen, wobei der auf Seiten Albrechts stehende Götz von Berlichingen seine Hand verliert. Das Gefecht endet mit einem Sieg Albrechts, Ruprecht muss sich nach Landshut zurückziehen
- Neumarkt wehrt sich im Juli erfolgreich gegen die Belagerung durch kaiserliche Truppen aus Nürnberg. Im August kommt es zwischen Ebnath und Neusorg, bei der heute „Schlachtung“ genannten Flur bei Schwarzenreuth, zu einer Schlacht zwischen den markgräflichen und den pfälzischen Heerhaufen.
- 9. August: Pfälzische Truppen erobern Kufstein und etwa zwei Wochen später Braunau.
- 20. August: Ruprecht von der Pfalz stirbt wie seine beiden ältesten Söhne in Landshut an der Ruhr. Seine Frau Elisabeth führt den Krieg fort.
- 22. August: Graf Philipp II. von Hanau-Lichtenberg stirbt. Sein Sohn und Nachfolger Philipp III., der im Gegensatz zu seinem Vater im Landshuter Erbfolgekrieg für die pfälzische Seite Partei ergriffen und gegen König Maximilian gekämpft hat, tritt seine Regierung aus diesem Grund unter dem Bannspruch der Reichsacht an.

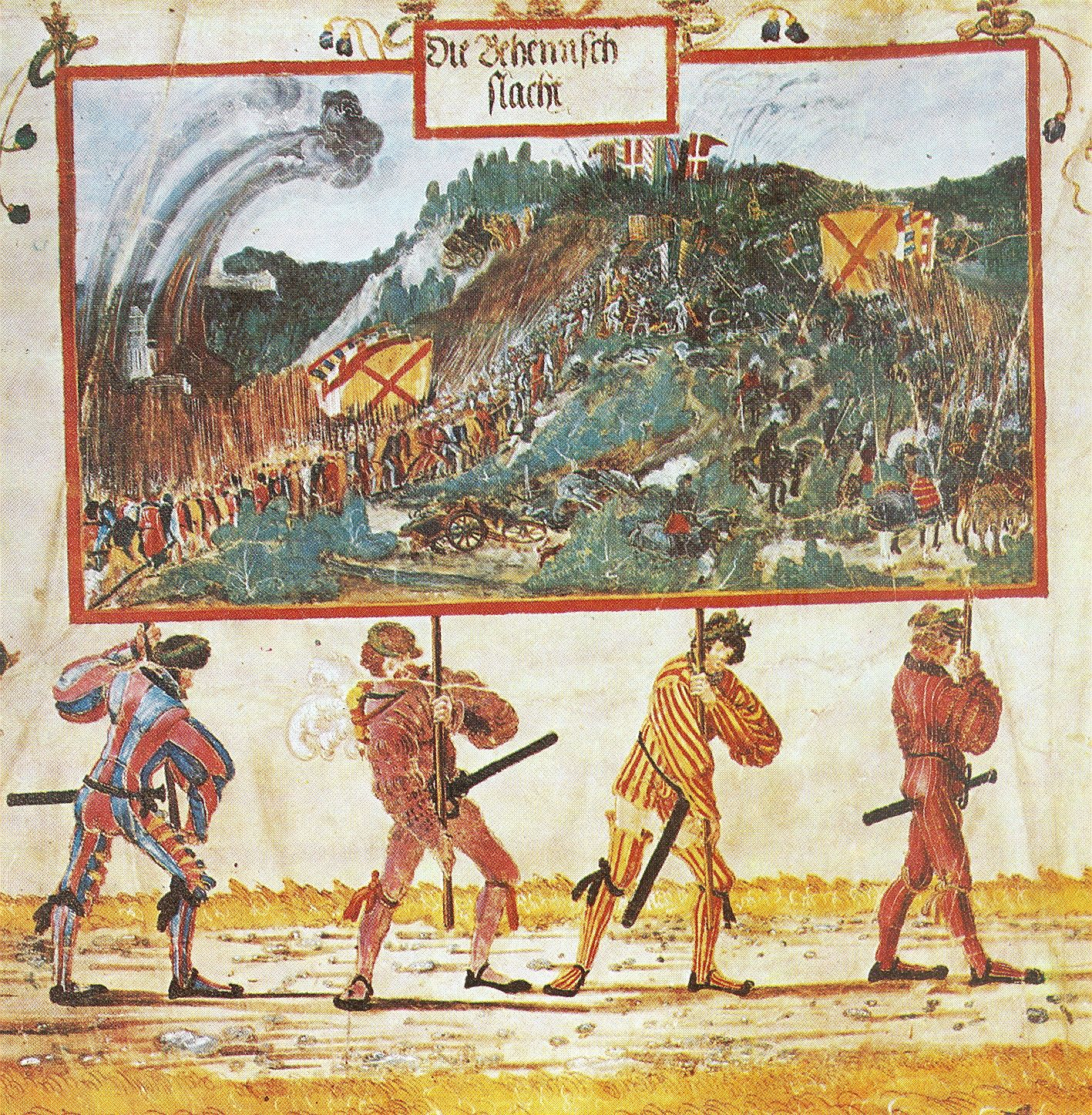
Triumphzug Kaiser Maximilians I. (die Böhmenschlacht und der böhmische Trophäenwagen) von Albrecht Altdorfer

- 12. September: Die mit Elisabeth von Bayern verbündeten Böhmen erleiden in der Schlacht von Wenzenbach eine schwere Niederlage gegen kaiserliche Truppen. Drei Tage später stirbt auch Elisabeth an der Ruhr. Im Namen von deren unmündigen Söhnen Ottheinrich und Philipp führen die pfälzischen Räte den Krieg jedoch fort.
- Herzog Ulrich von Württemberg belagert Alt-Brettheim.

#### Süd- und Westeuropa

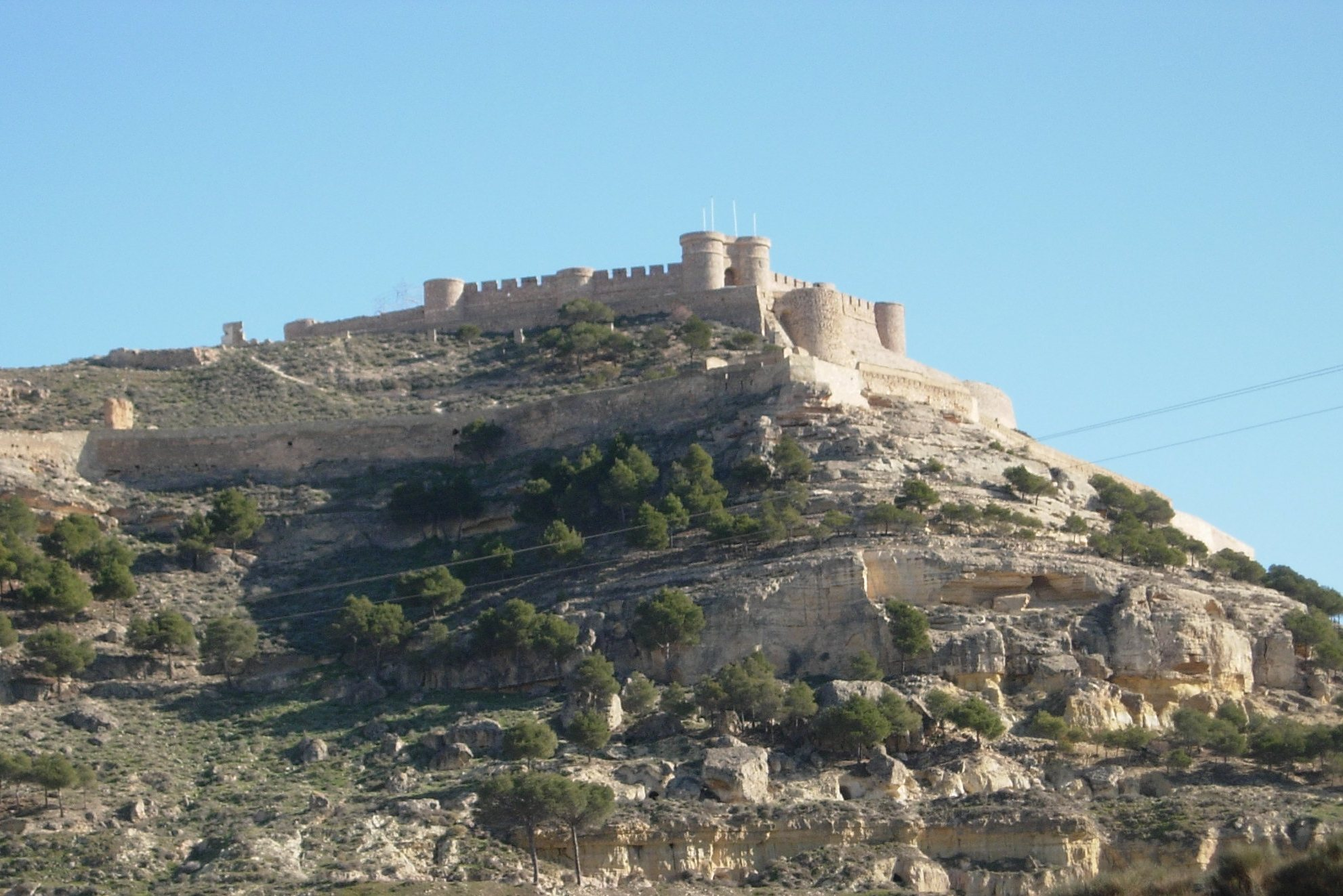
Die Burg von Chinchilla de Montearagón

- 24. Januar: Papst Julius II. und der nach Ostia geflohene Cesare Borgia schließen ein Abkommen, aufgrund dessen letzterer unter die Aufsicht des Kardinals Bernardino López de Carvajal gestellt wird. Am 29. April flieht Cesare nach Neapel. Als Gast des spanischen Regenten Gonzalo Fernández de Córdoba y Aguilar wird er auf Druck von Ferdinand II. von Aragón und Julius II. inhaftiert, gefoltert und als Gefangener am 27. Mai nach Spanien verbracht, wo er im Castillo de Chinchilla de Montearagón in Einzelhaft gesperrt wird.

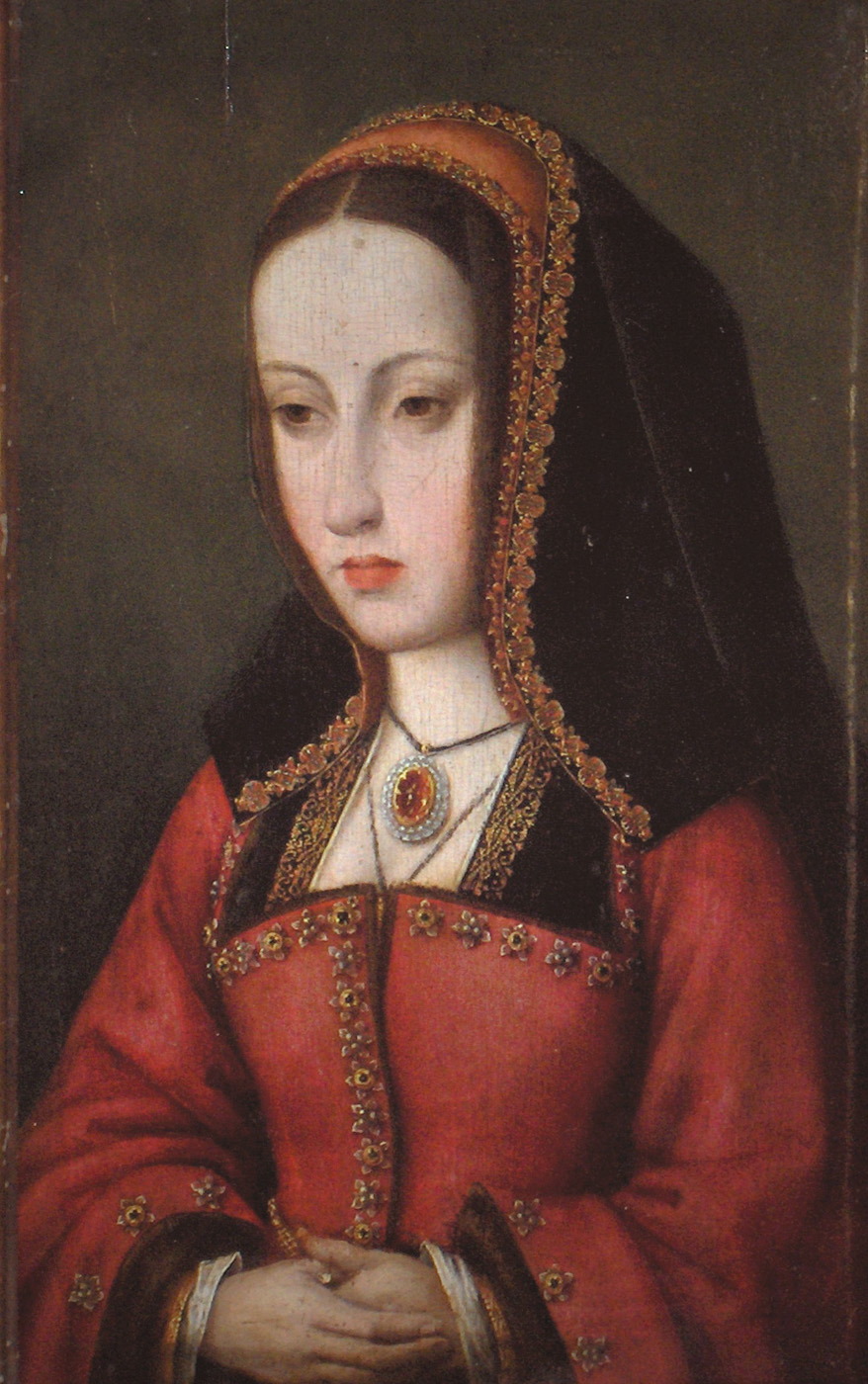
Johanna von Kastilien

- Johanna I. ist schon 1502 von den Cortes in Toledo und Salamanca als Erbin anerkannt worden. Nach dem Tod ihrer Mutter Isabella I. am 29. November wird sie Königin von Kastilien und León sowie dem Königreich Granada. Ihr Vater Ferdinand II. von Aragón übernimmt allerdings für sie die Regentschaft, was ihn in Konflikt mit Johannas Ehemann Philipp bringt.

Königliches Wappen Johanna I.

#### Südamerika und Karibik
- 5. Januar: Der französische Seefahrer Binot Paulmier de Gonneville erreicht Brasilien und ankert in der Gegend des heutigen São Francisco do Sul.
- Nicolás de Ovando, spanischer Gouverneur von Hispaniola, lässt während eines Festes zahlreiche Taíno-Adelige festnehmen, die gegen die spanischen Kolonialherren Krieg führen. Auch die Königin Anacaona wird festgenommen, und – obwohl sie den Spaniern gegenüber freundlich gesinnt ist – durch Hängen hingerichtet.
- Nachdem sich Nicolás de Ovando ein Jahr lang geweigert hat, dem auf Jamaika gestrandeten Christoph Kolumbus Hilfe zukommen zu lassen, chartert sein Vertrauter Diego Méndez ein privates Schiff und rettet die Schiffbrüchigen. Kolumbus kehrt noch im gleichen Jahr zurück und bemüht sich vergeblich um Wiederherstellung der ihm in der Kapitulation von Santa Fe zugesicherten Privilegien und um Durchsetzung seiner finanziellen Forderungen.

#### Afrika
- Amara Dunqas gründet auf dem Gebiet des heutigen Sudan das Sultanat von Sannar mit der gleichnamigen Hauptstadt.

#### Asien
- 22. April: Unter Lopo Soares de Albergaria bricht eine weitere Portugiesische Indien-Armada von Lissabon auf. Im September erreicht sie Portugiesisch-Indien.
- Babur, Herrscher des Mogulreichs, erobert Kabul und macht es zur Hauptstadt seines Reiches.

#### Urkundliche Ersterwähnungen
- 27. Mai: Babben wird erstmals urkundlich erwähnt.
- Nusshof wird zum ersten Mal urkundlich erwähnt.

### Wirtschaft
- In der Abtei St. Michael in Siegburg ist die Herstellung des Siegburger Abtei-Liqueurs nachweisbar.

### Wissenschaft und Technik
Peter Henlein aus Nürnberg baut um 1504 einen Federantrieb in Verbindung mit einem Hemmmechanismus (der Federbremse) als einer der ersten in eine tragbare Uhr ein. So kann er diese auf Taschengröße verkleinern.

### Kultur

#### Bildende Kunst
- 8. September: Michelangelos Marmorstatue David wird nach dreijähriger Arbeit vor dem Palazzo della Signoria in Florenz feierlich enthüllt.

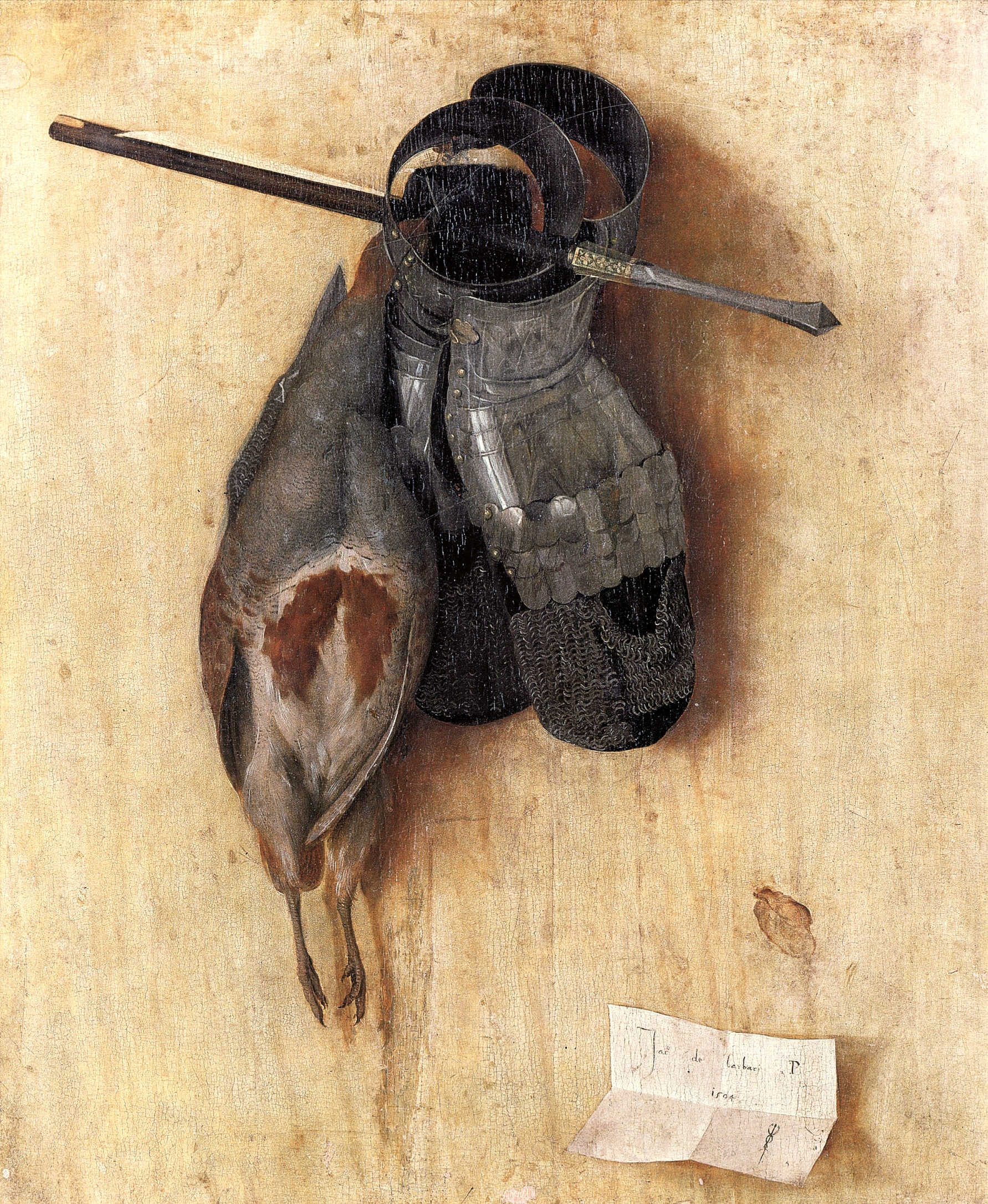
Jacopo de’ Barbari:
Stillleben mit Rebhuhn und Eisenhandschuhen

- Jacopo de’ Barbari malt das Stillleben mit Rebhuhn und Eisenhandschuhen und begründet damit ein neues Genre: Das 49 × 42 cm messende Trompe-l’œil ist das erste bekannte eigenständige Stillleben seit der Antike.

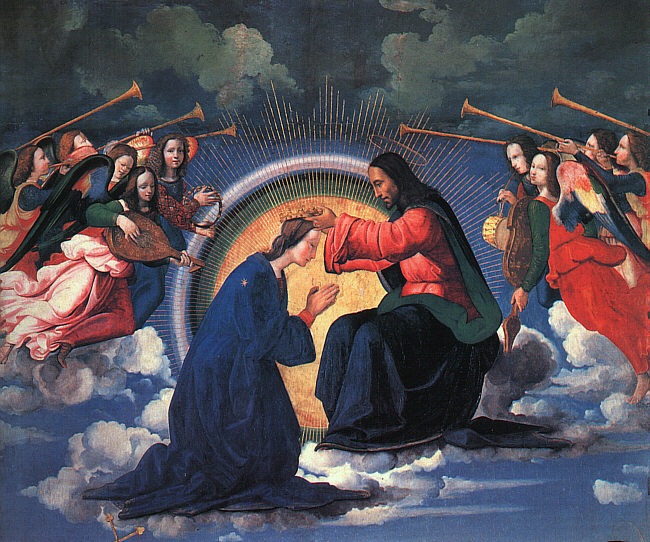
Ghirlandaio: Krönung der Maria

- Ridolfo Ghirlandaio vollendet das Gemälde Die Krönung der Maria.
- Raffael malt in Öl auf Holz die Vermählung Mariä.

#### Musik
- Josquin Desprez gibt seine Anstellung als Kapellmeister der Hofkapelle von Herzog Ercole I. d’Este in Ferrara auf. Er flieht vermutlich vor der Pest, die im Juli 1503 in Ferrara ausgebrochen war, und begibt sich an seine frühere  Wirkungsstätte in Condé-sur-l’Escaut. Sein Nachfolger in Ferrara wird Jacob Obrecht.
- Pierre de la Rue und Alexander Agricola, die ihren Dienstherren Erzherzog Philipp den Schönen von Kastilien vom 4. November 1501 bis zum 8. November 1503 auf dessen Reise nach Spanien, Frankreich, Österreich und Deutschland begleitet hatten, sind nach Mecheln zurückgekehrt. Sie sind weiterhin Mitglieder der Grande Chapelle des Erzherzogs.
- Der San-Lorenzo-Palimpsest entsteht.

### Gesellschaft
- 12. August bis 16. September: In Zürich findet ein großes Schützenfest mit Glückshafen statt.

### Religion
Elisabeth von Weida wird zur Nachfolgerin der am 31. August gestorbenen Scholastica von Anhalt als Äbtissin des freien weltlichen Stiftes Gernrode und Frose gewählt. Die Wahl fällt auf sie, nachdem die Kandidatin Margarete von Warberg auf Grund der schweren finanziellen Probleme des Stiftes und aus gesundheitlichen Gründen die Annahme der Wahl abgelehnt und das Kloster verlassen hat. Papst Julius II. bestätigt ihre Wahl in einer Bulle vom 19. November. Die Einführung in das Amt wird vom Dompropst von Halberstadt geleitet. Sie sieht sich bei Amtsantritt mit ernsten Problemen konfrontiert, denn die Abteiist so verschuldet, dass sie mit privaten Mitteln zu Hilfe kommen muss. Die hauptsächliche Ursache der Verschuldung liegt in einem Rechtsstreit um den Ascherslebener See, der schon vor 24 Jahren unter ihrer Vorgängerin Scholastica gegen den Bischof von Halberstadt begonnen hat. Zunächst setzt Elisabeth den Prozess fort.

## Geboren

### Januar bis Mai
- 01. Januar: Caspar Cruciger, deutscher Theologe und Weggefährte Martin Luthers († 1548)
- 03. Januar: Gian Girolamo Albani, italienischer Kardinal († 1591)
- 17. Januar: Antonio Michele Ghislieri, als Pius V. Papst († 1572)
- 28. Januar: Anna II. zu Stolberg, Äbtissin des Reichsstiftes zu Quedlinburg († 1574)

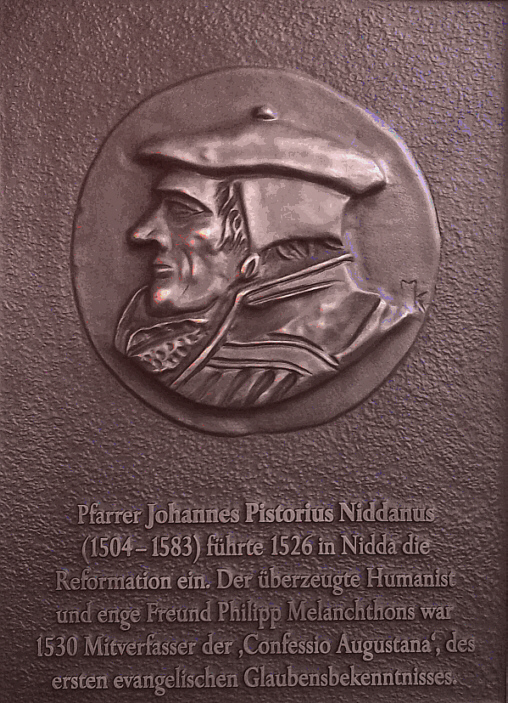
Tafel am Johannes-Pistorius-Haus in Nidda

- 000Januar: Johannes Pistorius der Ältere (Niddanus), hessischer Reformator und Superintendent († 1583)
- 01. Februar: Caspar Molitoris, deutscher Benediktiner, Propst, Abt und Historiker († 1571)
- 04. Februar: Philipp Gallicius, reformierter Theologe, Kirchenlieddichter und Reformator des Engadins († 1566)
- 15. März: Friedrich von Sachsen, Erbprinz des Herzogtums Sachsen aus der albertinischen Linie der Wettiner († 1539)
- 22. März: Antonio Francesco Grazzini, italienischer Dichter († 1584)
- 31. März: Angad Dev, einer der zehn Gründer-Gurus des Sikhismus († 1552)
- 12. April: Alessandro Campeggi, italienischer Kardinal († 1554)
- 30. April: Francesco Primaticcio, italienischer Maler, Bildhauer und Architekt des Manierismus, Mitbegründer der Schule von Fontainebleau († 1570)
- 05. Mai: Stanislaus Hosius, ermländisch-polnischer katholischer Theologe († 1579)
- 29. Mai: Antun Vrančić, ungarischer Erzbischof, Wissenschaftler und Diplomat († 1573)

### Juni bis Dezember
- 21. Juni: Lienhard Hirschvogel, deutscher Kaufmann und Fernhändler († 1549)
- 24. Juni: Johannes Mathesius, deutscher Pfarrer und lutherischer Reformator († 1565)
- 27. Juni: Daniel Mauch, deutscher Jurist und Wormser Domherr († 1567)
- 06. Juli: Christoph Lasius, deutscher evangelischer Theologe († 1572)
- 15. Juli: Jakob Lersner, deutscher Rechtswissenschaftler, Gesandter und Hochschullehrer († 1579)
- 18. Juli: Heinrich Bullinger, Schweizer Reformator und Antistes der Zürcher reformierten Kirche († 1575)
- 01. August: Dorothea, erste Herzogin von Preußen († 1547)
- 06. August: Matthew Parker, Erzbischof von Canterbury († 1575)
- 000August: Justin Göbler, deutscher Jurist († 1567)
- 04. September: Johann IV., Fürst von Anhalt-Zerbst († 1551)
- 20. September: Philipp III., Graf von Nassau-Weilburg († 1559)
- 29. Oktober: Shin Saimdang, koreanische Malerin, Kalligraphin und Dichterin († 1551)
- 13. November: Philipp I. der Großmütige, Landgraf von Hessen († 1567)
- 01. Dezember: Melchior Kling, deutscher Jurist und Rechtswissenschaftler († 1571)
- 06. Dezember: Daniel Greser, deutscher lutherischer Theologe († 1591)
- 31. Dezember: Beatrix von Portugal, Herzogin von Savoyen († 1538)

### Genaues Geburtsdatum unbekannt
- Bonifaz von Ragusa, dalmatinischer Franziskaner und Bischof von Stagnum († 1582)
- Hermann Bonnus, deutscher Reformator († 1548)
- Christoph, Graf von Oldenburg († 1566)
- Giulio da Milano, italienischer Augustinermönch, katholischer Theologe, evangelischer Pfarrer und Reformator in Vicosoprano, Poschiavo und Tirano († 1581)
- John Dudley, 1. Duke of Northumberland, englischer Adeliger († 1553)
- Peter II. Erdődy, ungarisch-kroatischer Adliger († 1567)
- Johannes Fabri, Dominikaner und Domprediger in Augsburg († 1558)
- Paul Fagius, deutscher Reformator und Hebräist († 1549)
- Niklaus von Flüe, eidgenössischer Politiker († 1597)
- Georg von Österreich, katholischer Erzbischof († 1557)
- Giambattista Giraldi, italienischer Dichter, Schriftsteller, Philosoph und Mediziner († 1573)
- Patrick Hamilton, schottischer evangelischer Theologe und Märtyrer († 1528)
- Luis de Granada, spanischer Mystiker, Priester und geistlicher Schriftsteller († 1588)
- Dirk Philips, niederländischer Täufer († 1568)
- Scipione Rebiba, katholischer Kardinal († 1577)
- Wibrandis Rosenblatt, Ehefrau dreier deutscher Reformatoren († 1564)
- Caspar Schober, deutscher Jurist, Richter am Reichskammergericht in Speyer († 1532)
- Georg Schöni, bernischer Magistrat († 1536)
- Bernardo Segni, Florentiner Patrizier, Philosoph, Historiker und Übersetzer († 1558)
- John Story, englischer Politiker und römisch-katholischer Märtyrer († 1571)
- Jean de Tournes, französischer Drucker und Verleger († 1564)
- Ursula Weyda, deutsche Reformatorin und Flugschriftautorin († nach 1565)
- Francisco Xerez, spanischer Chronist († um 1547)

### Geboren um 1504
- Marco d’Agrate, italienischer Bildhauer († um 1574)
- George Boleyn, Viscount Rochford, englischer Adeliger und Diplomat († 1536)
- Georg von Egmond, Bischof von Utrecht († 1559)
- Francesco Lismanini, italienischer Reformator in Polen († 1566)
- Wolfgang von Paler der Ältere, deutscher Kaufmann und Bankier († 1582)
- Johann Sutel, deutscher evangelischer Theologe und Reformator († 1575)
- Pawo Tsuglag Threngwa, 2. Pawo Rinpoche, tibetischer Geistlicher der Karma-Kagyü-Schule und Autor eines berühmten tibetischen Geschichtswerkes († 1566)

## Gestorben

### Erstes Halbjahr
- 12. Januar: James Stewart, 1. Duke of Ross, Sohn des Königs Jakob III. von Schottland (* 1476)
- 22. Januar: Pelbart von Temeswar, ungarischer Franziskaner, Prediger und Autor von umfangreichen Bibelkommentaren und Predigtsammlungen (* 1435)
- 27. Januar: Ludwig II., Markgraf von Saluzzo (* 1438)
- 17. Februar: Eberhard II., Herzog von Württemberg (* 1447)
- 22. Februar: Thomas von Blankenfelde, Bürgermeister von Berlin (* um 1435)
- 19. März: Hans von Hallwyl, Schweizer Ritter (* 1433/1434)
- 08. April: Heinrich von Calven, Ratsherr von Lübeck
- 18. April: Filippino Lippi, italienischer Maler (* um 1457)
- 26. April: Sophie von Pommern, Herzogin von Mecklenburg (* um 1460)
- 05. Mai: Anton Bastard von Burgund, unehelicher Sohn von Philipp III., Herzog von Burgund (* 1421)
- 26. Mai: Margarethe von Hanau-Lichtenberg, Gräfin von Nassau-Wiesbaden (* 1463)
- 31. Mai: Engelbert II., Graf von Nassau-Breda (* 1451)
- 19. Juni: Bernhard Walther, Nürnberger Astronom, Humanist und Kaufmann (* 1430)
- 22. Juni: Johann II., Herzog von Sagan und Söldnerführer des Deutschen Ordens (* 1435)

### Zweites Halbjahr
- 02. Juli: Ștefan cel Mare, Fürst der Moldau (* 1433)
- 12. Juli: Volmar Warendorp, Ratsherr von Lübeck
- 21. Juli: Půta Švihovský, böhmischer Adliger (* vor 1472)
- 29. Juli: Thomas Stanley, 1. Earl of Derby, englischer Adeliger und Herrscher der Isle of Man (* um 1435)
- 08. August: Peter Schott der Ältere, Straßburger Politiker (* 1427)
- 08. August: Hanns von Wulfestorff, österreichischer Ritter und Lehnsherr
- 14. August: Enevold Sövenbröder, Bischof von Schleswig
- 15. August: Agnes III. von Anhalt, Äbtissin des freien weltlichen Reichsstifts von Gandersheim (* 1445)
- 15. oder 18. August: Domenico Maria da Novara, italienischer Mathematiker und Astrologe, Professor an der Universität Bologna (* 1454)
- 18. August: Clemente Grosso della Rovere, italienischer Kardinal (* 1462)
- 20. August: Ruprecht von der Pfalz, Bischof von Freising und Thronprätendent von Bayern-Landshut (* 1481)
- 22. August: Philipp II., Graf von Hanau-Lichtenberg (* 1462)
- 25. August: Ludovico Podocathor, italienischer Kardinal (* 1429)
- 31. August: Scholastica von Anhalt,  Äbtissin des freien weltlichen Stiftes Gernrode und Frose (* 1451)

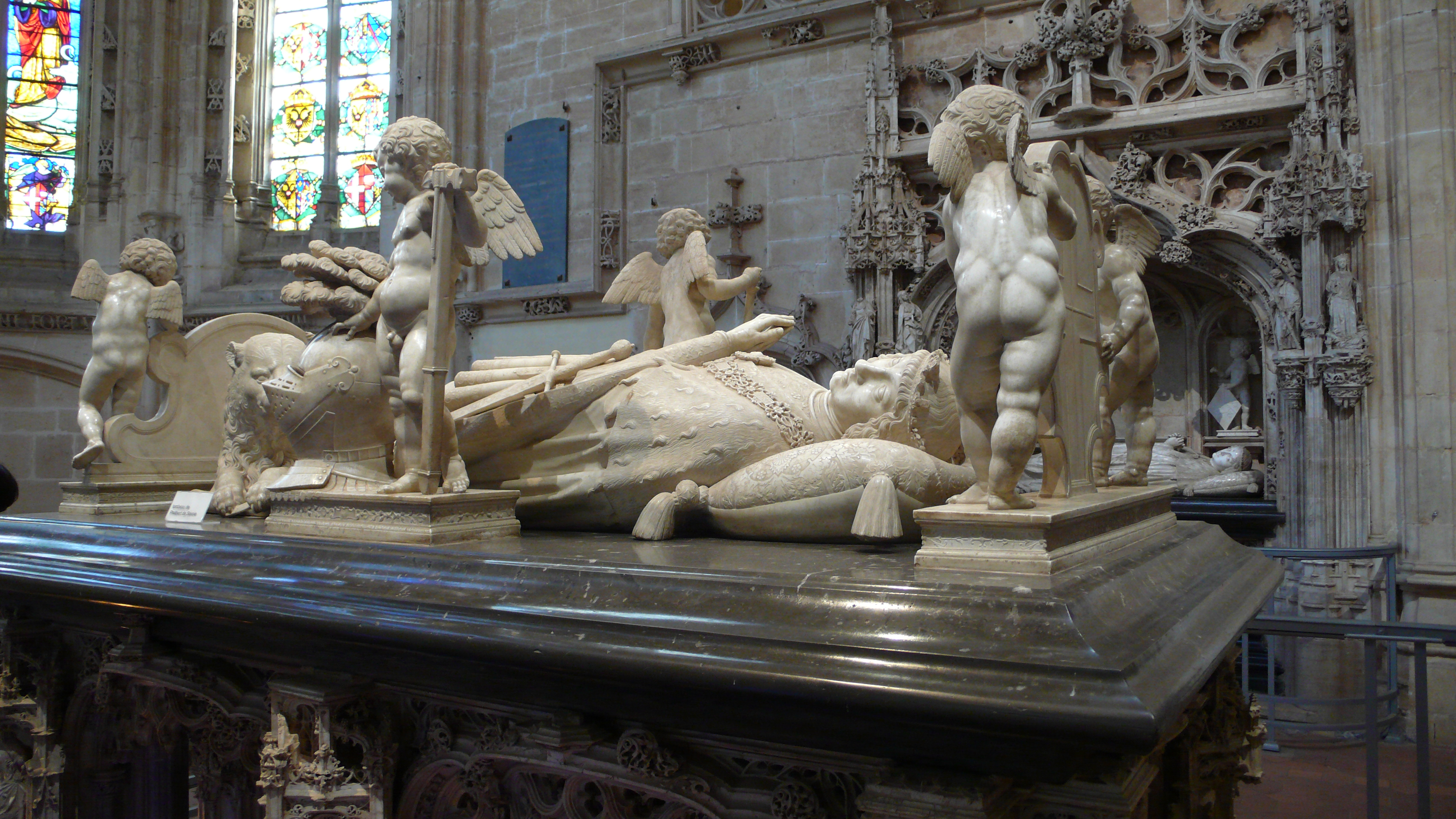
Grabmal Philiberts II. in Brou

- 10. September: Philibert II., Herzog von Savoyen (* 1480)
- 15. September: Elisabeth von Bayern, Pfalzgräfin bei Rhein und Herzogin von Bayern-Landshut (* 1478)
- 10. Oktober: Michael, Abt des Benediktinerklosters in Münsterschwarzach
- 12. Oktober: Johann Corvinus, Graf von Hunyadi, Ban von Kroatien und Slawonien sowie Herzog von Slawonien, Troppau, Leobschütz, Glogau und Liptau (* 1473)
- 09. November: Friedrich I., König von Neapel (* 1452)
- 11. November: Thomas Donatus, Patriarch von Venedig (* 1434)
- 26. November: Isabella I., Königin von Kastilien (* 1451)

Die Thronfolge in Kastilien (Spanien)
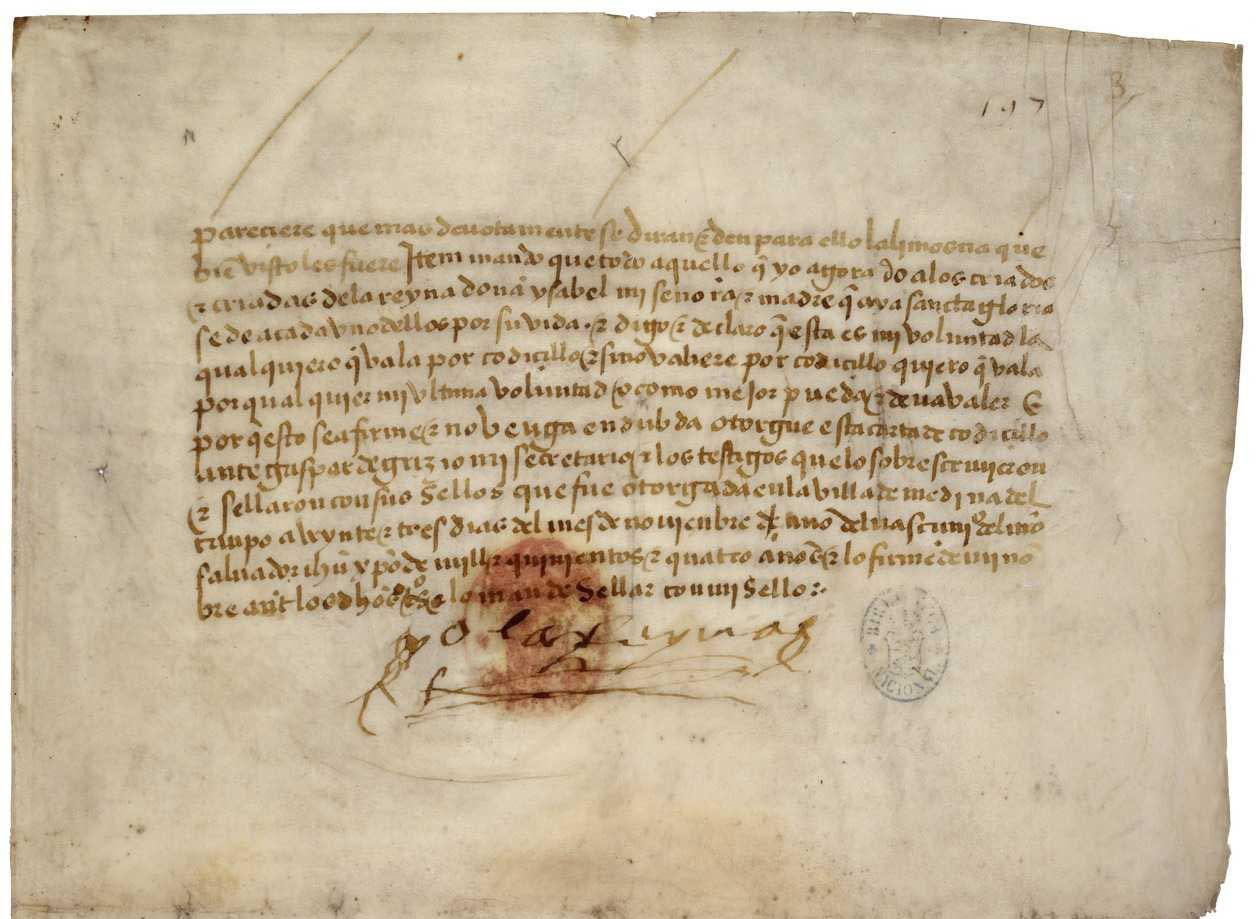
Das Testament Isabellas: Kastilien geht nicht an ihren Gemahl Ferdinand, sondern an ihre Tochter Johanna (mit Philipp I. von Habsburg)
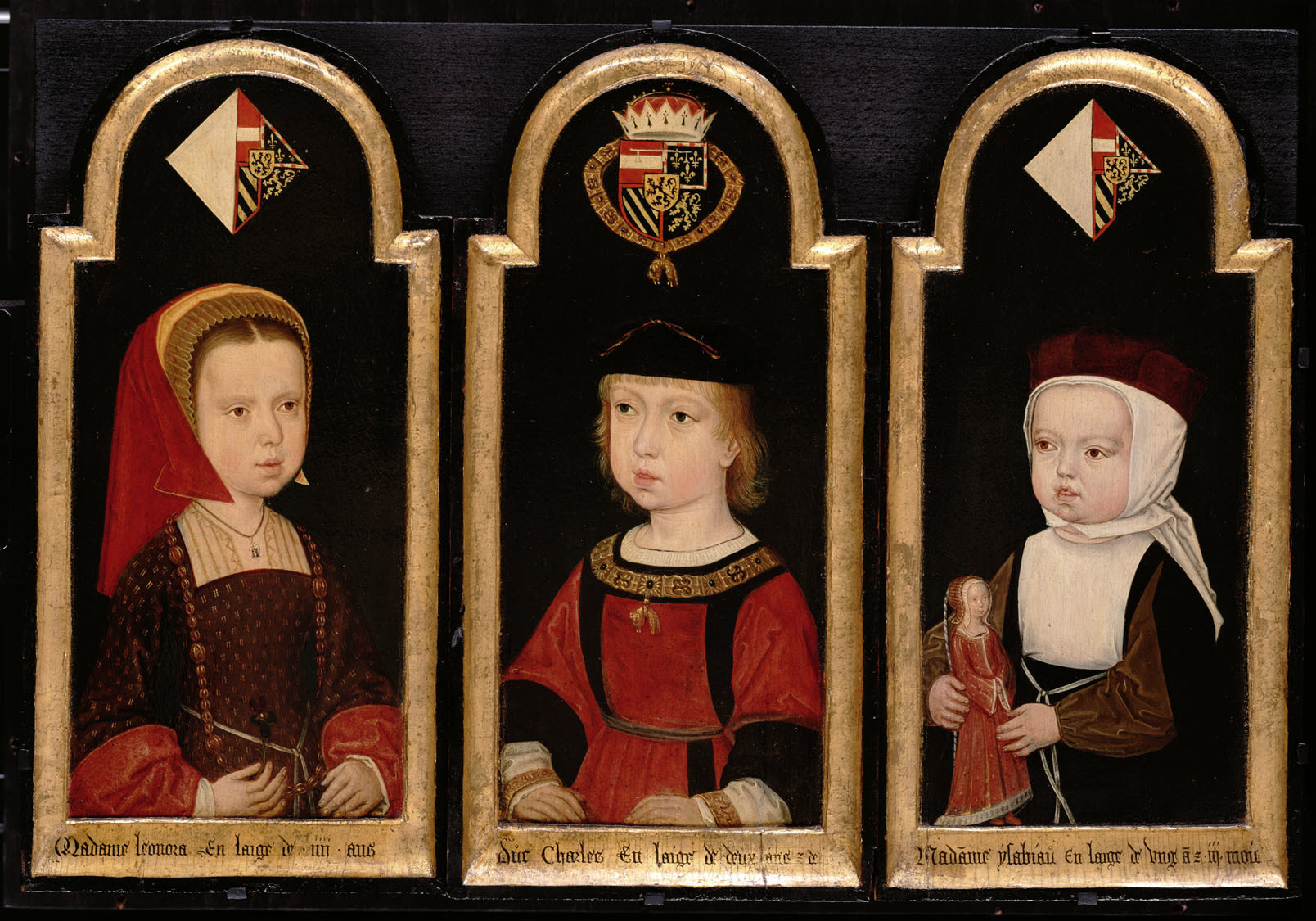
Der spanische Thronfolger Carlos und seine beiden Schwestern Leonor und Isabel

- 000November: Beatriz de Bobadilla, spanische Herrin von La Gomera und El Hierro (* zw. 1457 und 1465)
- 21. Dezember: Berthold von Henneberg, Erzbischof von Mainz, damit Reichserzkanzler und Kurfürst des Heiligen Römischen Reiches sowie Reichsreformer (* 1441/42)

### Genaues Todesdatum unbekannt
- Johannes Ambrosii, Titularbischof von Cyzicus und Weihbischof in Breslau
- Anacaona, Königin der Taíno (* 1464)
- Pedro Berruguete, spanischer Maler (* 1450)
- Lux Böblinger, süddeutscher Steinmetz und Baumeister
- Mauro Codussi, italienischer Steinmetz und Architekt (* um 1440)
- Nicolao Coelho, portugiesischer Seefahrer und Entdecker, Seemannstod (* 15. Jh.)
- Peter Drach, deutscher Buchdrucker (* 1455)
- Henning Hagen, deutscher Benediktiner und Historiker (* um 1435)
- Joachim I., Patriarch von Konstantinopel
- Gaudenz von Matsch, deutscher Adeliger
- Johan van den Mynnesten, deutsch-niederländischer Maler und Kupferstecher (* 1425)
- Hermen Rode, deutscher Maler (* um 1430)
- Sönam Choglang, tibetischer Abt, zweiter Penchen Lama der Gelug-Tradition des tibetischen Buddhismus (* 1439)
- Stefan Waid, deutscher Steinmetz und Baumeister am Konstanzer Münster
- Michael von Žamberk, böhmischer Geistlicher der Utraquisten

### Gestorben um 1504
- Garci Rodríguez de Montalvo, spanischer Schriftsteller (* um 1440)
- Jörg Scheck von Wald, Burggraf von Steyr
- Alvise Vivarini, venezianischer Maler (* um 1442)